# Kilaim (Talmude)
Kilaim (hebraico: כלאים, literalmente "Mistura" ou "Confusão") é o quarto tratado de Seder Zeraim a "Ordem das Sementes") da Mishná e do Talmude. Existe uma Guemará deste tratado somente no Talmude de Jerusalém.
Aborda as leis de várias produções agrícolas proibidas e o uso de misturas, tal como está escrito nos versículos: Levítico 19:19 e Deuteronónio 22:9-11. Especialmente, o tratado discute a plantação de misturas de sementes, a prática de enxertia nas árvores, misturas de vinhas, cruzamento de animais, trabalhar com uma parelha de diferentes tipos de animais, e shaatnez (roupas que contêm uma mistura de linho com lã).